# Herbarium Ruperti
Das Herbarium Ruperti ist ein vom Theologen Georg Andreas Ruperti um 1700 als Handschrift angelegtes Herbarium. Das drei Bände umfassende Werk befindet sich in der Herzog August Bibliothek in Wolfenbüttel.

## Beschreibung und Geschichte
Das 540-seitige Herbarium legte Ruperti zwischen 1698 und 1700 an. Es beinhaltet rund 1300 getrocknete Pflanzen in einem breiten Spektrum an kultivierten und wildwachsenden Gräsern, Farnen und Blühpflanzen aus dem Gebiet des heutigen Niedersachsens. Damit ist es eine frühe Bestandsaufnahme der Flora in Norddeutschland, die die historische Pflanzenwelt und Artenvielfalt zeigt.
2019 kam das Werk aus britischem Privatbesitz durch Ankauf in die Herzog August Bibliothek. Von 2024 bis 2027 ist es Gegenstand eines wissenschaftlichen Forschungsprojektes der Herzog August Bibliothek in Kooperation mit dem Zentrum Klimaforschung Niedersachsen (ZKfN) und dem Institut für Pflanzenbiologie und Botanischer Garten der Technischen Universität Braunschweig. In dem Rahmen wird das Werk digitalisiert und in die Wolfenbütteler Digitale Bibliothek eingestellt. Um Informationen über die historische Biodiversität zu erlangen, werden die im Herbarium enthaltenen Pflanzen botanisch bestimmt und die Fundorte lokalisiert. Die Forscher erhoffen sich davon Erkenntnisse über den Klimawandel in den vergangenen 300 Jahren. Des Weiteren wird das Buch kultur-, umwelt- und wissenschaftshistorisch untersucht.